# جان برایان (بازیکن فوتبال)
جان برایان (انگلیسی: John Bryan؛ 14 September 1877 – ۱۹۴۰ (۶۲−۶۳ سال)) بازیکن فوتبال بود.
از باشگاه‌هایی که در آن بازی کرده‌است می‌توان به باشگاه فوتبال ولورهمپتون واندررز اشاره کرد.